# Hermann Werner
Hermann Werner (* 29. Januar 1816 in Samswegen als Friedrich Herrmann Theodor Werner; † 5. Februar 1905 in Düsseldorf) war ein deutscher Genremaler der Düsseldorfer Schule.

## Leben
Werner war der Sohn des evangelischen Pfarrers Wilhelm Alexander Lebrecht Werner (1771–1841) und der Charlotte Mohr († nach 1857) und hatte acht Geschwister. 
Als 14-Jähriger besuchte er in Magdeburg das Gymnasium Kloster Unser Lieben Frauen. Der Aufschwung der Kunst, verbunden mit den Ausstellungen, machten auf Werner einen so großen Eindruck, dass er beschloss, später Maler zu werden. Nach seinem Dienst als Einjährig-Freiwilliger 1837/38 studierte er von 1838 bis 1840 an der Kunstakademie Düsseldorf Malerei. Wegen des Todes seines Vaters verließ er Düsseldorf, besuchte um 1848 die Berliner Akademie und bildete sich im Atelier von Carl Steffeck in Berlin weiter. Aus dieser Zeit sind mehrere Gemälde dokumentiert, von denen er einige in den Kunstausstellungen der Berliner Akademie zeigte. 
Von 1859 bis zu seinem Tod war er Mitglied des Düsseldorfer Künstlervereins „Malkasten“. Auf einer Studienreise 1861 befreundete er sich mit dem Düsseldorfer Maler Ernst Bosch und lebte sowie arbeitete fortan in dessen Wohnung und Atelier. Dort hatte er Kontakte zu den Düsseldorfer Altersgenossen und Malern Carl Adloff, August Leu, Carl Hilgers, Johannes Niessen und Christian Eduard Boettcher. Werner stellte Arbeiten in der Berliner Kunstakademie, in Düsseldorf, Hamburg, Wien und 1893 auf der Weltausstellung in Chicago aus.
In der Lokalpresse wurde anlässlich seines 80. Geburtstages 1896 sein Leben und Werk gewürdigt. Zu den Gratulanten gehörten Vertreter des „Malkasten“, des Vereins Düsseldorfer Künstler und der Lokalabteilung der Deutschen Kunstgenossenschaft. Werner war weder verheiratet, noch hinterließ er Kinder. Im Namen der Familie erschien von seinem Neffen Richard Steffens aus Braunschweig zum Tod seines Onkels am 5. Februar 1905 eine Todesanzeige. Der Maler wurde am 8. Februar 1905 auf einem Düsseldorfer Friedhof beigesetzt.

## Werke (Auswahl)

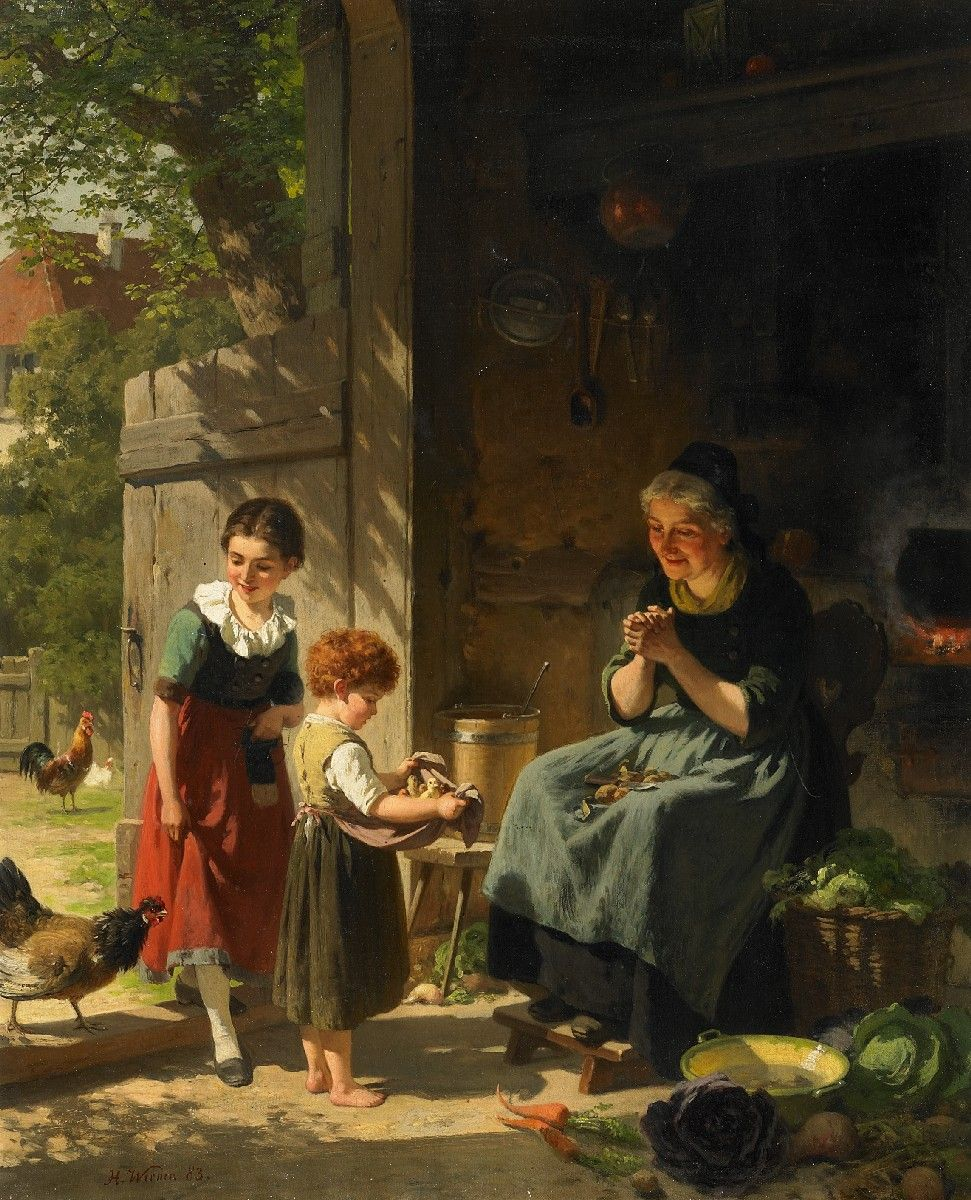
Die Hühnerküken, 1883

- Porträt einer jungen Römerin am Brunnen, 1846
- Kinder im Schnee, 1847
- Der zerbrochene Krug, 1853
- Zwei Blumenmädchen vor der Silhouette von Florenz, 1859
- Zwei Mädchen am Brunnen, 1861
- Magd beim Erbsenschälen, 1864
- Die Hühnerküken, 1883
- Der Stammhof Isenbeck (in Herringen), 1884
- Der kleine Schulmeister, Kunsthalle zu Kiel